# R.D. 37
Lo R.D. 37 è stata una nave dragamine della Regia Marina e poi del servizio navale della Guardia di Finanza, affondata nel corso della seconda guerra mondiale

## Storia
Costruito nel cantiere navale di Castellammare di Stabia, la Regia Nave R.D. 37 fu varata nell'ottobre 1919, ed entrò in servizio nella Regia Marina nel febbraio 1920. Nel 1927 fu trasferito, insieme ad altri dieci rimorchiatori-dragamine R.D . 4, R.D. 11, R.D .12, R.D. 18, R.D. 21, R.D. 25, R.D. 28, R.D. 36, R.D. 42 e R.D. 43, al servizio navale della Guardia di Finanza venendo così armato, come le altre unità, da un equipaggio appartenente a tale corpo..
Lo R.D. 37 e gli altri R.D. della Guardia di Finanza vengono adibiti a compiti di vigilanza in alto mare, e nel contempo prendono parte ad esercitazioni e manovre militari, anche con la Squadra Navale Questa collaborazione con la Marina è prevista dall’accordo per il passaggio dei dragamine alla Guardia di Finanza ed ebbe un  positivo sugli equipaggi, che erano così meglio addestrati. Il 19 agosto 1939, con l'approssimarsi dello scoppio della seconda guerra mondiale, lo R.D. 37 fu mobilitato e assegnato alla XI Squadriglia della VII Flottiglia dragamine, con sede a Porto Empedocle, in Sicilia.
Il 19 gennaio 1943, pochi giorni prima della caduta di Tripoli in mano agli Alleati, il comando di Marina Libia predispose l'evacuazione della unità della XL Squadriglia e delle piccole imbarcazioni del  Gruppo Navi Uso Locale verso la Sicilia. L’evacuazione dei dragamine era stata fino ad allora ritardata a causa della carenza di personale. Per completare l'equipaggio, sullo R.D. 37 nel pomeriggio di quello stesso giorno venne fatto imbarcare l’allievo torpediniere Mario Chianale della Regia Marina.
Lo R.D. 37, al comando del brigadiere della G.d.F. Alfredo Avallone, salpò alle 18:00 del 19 gennaio 1943, insieme ad altre unità, la cui partenza fu scaglionata nel tempo a partire dalle ore 14, al fine di aumentarne le probabilità di non essere intercettate dalle navi Alleate.
Circa 20 miglia a est di Zuwarah, la flottiglia fu intercettata dai cacciatorpediniere britannici Kelvin e  Javelin, appartenenti alla Force K di base a Malta.
Lo R.D. 36, il cui unico armamento era un cannone da 76 mm e due mitragliatrici da 6,5 mm, su ordine del tenente di vascello Giuseppe Di Bartolo si diresse a tutta forza verso i cacciatorpediniere e aprì il fuoco su di loro, nel tentativo di guadagnare tempo e favorire così la ritirata delle altre navi verso la costa. Lo R.D.37 e il peschereccio d'alto mare F113 Scorfano furono attaccati dallo Javelin, che nell'oscurità scambiò le due imbarcazioni per una corvetta (lo R.D.37) e una nave mercantile dal 4.000 tls. (lo Scorfano).  Colpite entrambe da un preciso tiro di artiglieria le due unità esplosero. Secondo le testimonianze da parte inglese lo Javelin, nel pieno dello scontro, passò a meno di una decina di metri dalla prua di questa corvetta, che probabilmente era lo R.D.37, per poi lanciare contro di essa due cariche di profondità (una su ogni lato) che, regolate per scoppiare alla minima quota, esplosero ai suoi lati con tale violenza da proiettarla fuori dall'acqua.
Il Kelvin e lo Javelin continuarono a dare la caccia e ad affondare tutte le altre navi della flottiglia, per poi rientrare a Malta nel corso della notte. Le due navi britanniche non si erano accorte della presenza, non lontano dalla flottiglia dei dragamine, di alcuni pescherecci di Favignana, che stavano rientrando in Italia insieme a questi ultimi. Quando raggiunsero l’Italia, i pescatori raccontarono che il mattino successivo, dopo il sorgere del sole, ripassarono delle unità britanniche (forse  i cacciatorpediniere Nubian e Jervis, che erano partiti il giorno 20 per un pattugliamento nella zona tra Zuara, Ras Turgheness e le Kerkennah e non vi avevano trovato nessuna unità), che mitragliarono i rottami galleggianti ed anche i naufraghi in mare.
Alcuni superstiti degli equipaggi della flottiglia poterono raggiungere la costa a nuoto mentre altri, recuperati in mare, vennero sbarcati a Sfax.
Alla memoria dei propri uomini caduti sullo R.D. 37, la Guardia di Finanza ha dedicato loro quindici sue piccole unità navali: il G 4 Avallone, il G 43 Preite, il G 44 Mazzeo, il G 45 Previti, il G 46 Silanos, il G 47 Ignesti, il G 48 Barreca, il G 49 Ciraulo, il G 50 D’Agostino, il G 51 Fiore, il G 53 Tavano, il G 62 Calabrese, il G 77 Vitali, il G 121 Urso ed il G 122 La Spina.

### Annotazioni
1. ↑  Come nel 1932, quando due gruppi di dragamine partecipano alle manovre della Squadra Navale nel Mediterraneo centrale, fino a Tripoli, prendendo anche parte ad esercitazioni di cooperazione con le forze aeree.
2. ↑  A bordo vi erano 16 uomini della Guardia di Finanza e alcuni militari della Regia Marina.
3. ↑  Si trattava dei dragamine R.D. 36 (appartenente alla Guardia di Finanza), R.D. 31 e R.D. 39 (Capo squadriglia sottotenente di vascello di complemento Renato Landin) , dei dragamine ausiliari R.26 Angelo Musco (1939, 69 t), R.224 Cinzia (1941, 71 t), D.M. 12 Guglielmo Marconi (1914, 304 t); la vedetta V66 Astrea (1914, 136 t); la cisterna Q6 Irma (1908, 305 t) e il peschereccio d'alto mare F113 Scorfano (1924, 308 t) con a rimorchio la barca-pompa Santa Barbara (1930, 72 t).

### Fonti
1. 1 2 3 4 5 6 7 8 9 10 11 12 13  Con la pelle appesa a un chiodo.
2. 1 2 3 4  La Voce del Marinaio.